# Gaidropsarus vulgaris
Gaidropsarus vulgaris (Gaidropsarus vulgaris) — риба родини миневих. Також має назву морський минь звичайний (від наукової назви). Поширена біля берегів Європи від центральної Норвегії та Фарер, Північного моря, Британії до західного Середземномор'я. Сягають довжини 60 см. Забарвлення від темного до палевого, вкритий великими коричневими плямами на голові та тілі, забарвлення плавців залежить від середовища. Має три вусики: один на нижній щелепі, два на рилі, за що дістав свою назву англійською мовою — Минь тривусий (англ. Three-bearded rockling).